# 拉尼爾 (明尼蘇達州)
拉尼爾（英語：Ranier）是一個位於美國明尼蘇達州康契欽縣的城市。

## 人口
根據2020年美國人口普查的數據，拉尼爾的面積為2.80平方千米，當中陸地面積為2.76平方千米，而水域面積為0.04平方千米。當地共有人口569人，而人口密度為每平方千米203人。